# Krí szótagírás
A krí szótagírás a kanadai őslakos szótagírás egyik változata, amelyet a krí nyelvjárások leírására használnak, beleértve a krí és az odzsibve nyelv számára létrehozott eredeti szótagírási rendszert. A krí nyelv számára létrehozott formának kettő változata van: a nyugati krí szótagírás és a keleti krí szótagírás. Az írásrendszert később több más nyelvhez is átdolgozták. Becslések szerint több mint 70 000 algonkin nyelvű beszélő használja ezt az írást, nyugaton Saskatchewan-tól keleten a Hudson-öbölig, északon az amerikai határtól Mackenzie-ig és Kewatin-ig (Északnyugati Területek és Nunavut).

## Történelem
A krí szótagírást James Evans, egy hittérítő fejlesztette ki az odzsibve nyelv számára a mai Manitoba területén az 1830-as években. Evans eredetileg a latin írást alkalmazta az odzsibve nyelv leírására (lásd Evans-rendszer), de miután megismerte a cseroki szótagírás sikerét, kísérletezni kezdett egy, a Pitman-gyorsírás és a dévanágari írás ismeretei alapján kidolgozott írásrendszerrel.
Amikor Evans később megismerkedett az odzsibve nyelvel szoros rokonságban álló krí nyelvel, és problémákba ütközött a latin ábécé használatával annak leírására, újra foglalkozni kezdett az odzsibve nyelvhez tervezett írásrendszerével, és 1840-ben átdolgozta azt a krí nyelv számára. Az eredmény mindössze kilenc jól elkülöníthető mássalhangzó jelet tartalmazott, amelyek mindegyike egy-egy szótagot jelölt, a magánhangzók pedig az alakok tájolása alapján voltak meghatározva. Az 1841-ben megjelent szótagírásos énekeskönyv után az új írás gyorsan elterjedt. A krík nagyra értékelték, mert néhány óra alatt meg lehetett tanulni, és vizuálisan megkülönböztethető volt a gyarmatosító európai népek latin betűs írásától. Gyakorlatilag az összes krí néhány éven belül megtanulta az új írást. Evans úgy tanította a szótagírást az őslakosoknak, hogy a jeleket korommal nyírfakéregre karcolta. Úgy vált ismertté, mint „az ember, aki a nyírfakéreget beszélni tanította”.

## Szerkezet
A kanadai őslakos szótagírás és változatai egyedülállóak az abugida írások között abban, hogy a szótag magánhangzóját a szimbólum iránya határozza meg, nem pedig alakjának módosítása vagy mellékjelek. Minden alapforma egy adott mássalhangzó hanghoz tartozik; ezt megfordítják vagy elforgatják, hogy a hozzá tartozó magánhangzót jelöljék.
A latin ábécéhez hasonlóan a szótagírást balról jobbra írják, minden új sor közvetlenül az előző alatt folytatódik.
Példaszöveg:
- Az emberi jogok egyetemes nyilatkozatának első cikke a szótagírással:  ᒥᓯᐌ ᐃᓂᓂᐤ ᑎᐯᓂᒥᑎᓱᐎᓂᐠ ᐁᔑ ᓂᑕᐎᑭᐟ ᓀᐢᑕ ᐯᔭᑾᐣ ᑭᒋ ᐃᔑ ᑲᓇᐗᐸᒥᑯᐎᓯᐟ ᑭᐢᑌᓂᒥᑎᓱᐎᓂᐠ ᓀᐢᑕ ᒥᓂᑯᐎᓯᐎᓇ᙮ ᐁ ᐸᑭᑎᓇᒪᒋᐠ ᑲᑫᑕᐌᓂᑕᒧᐎᓂᓂᐤ ᓀᐢᑕ ᒥᑐᓀᓂᒋᑲᓂᓂᐤ ᓀᐢᑕ ᐎᒋᑴᓯᑐᐎᓂᐠ ᑭᒋ ᐃᔑ ᑲᓇᐗᐸᒥᑐᒋᐠ᙮
- Latin betűs átírás: Misiwe ininiw tipēnimitisowinik ēshi nitawikit nēsta pēyaykan kici ishi kanawapamikowisit kistēnimitisowinik nēsta minikowisiwina. Ē pakitinamacik kakētawenitamowininiw nēsta mitonēnicikaniniw nēsta.
- Magyarul: Minden emberi lény szabadnak születik, és azonos méltósággal és egyenlő jogokkal rendelkezik. Az emberek, ésszel és lelkiismerettel bírván, egymással szemben testvéri szellemben kell hogy viseltessenek.[10]

| MagánhangzóMáss. | a | e | i | o |
| ---------------- | - | - | - | - |
| -                | ᐊ | ᐁ | ᐃ | ᐅ |
| p                | ᐸ | ᐯ | ᐱ | ᐳ |
| t                | ᑕ | ᑌ | ᑎ | ᑐ |
| k                | ᑲ | ᑫ | ᑭ | ᑯ |
| ch               | ᒐ | ᒉ | ᒋ | ᒍ |
| m                | ᒪ | ᒣ | ᒥ | ᒧ |
| n                | ᓇ | ᓀ | ᓂ | ᓄ |
| sz               | ᓴ | ᓭ | ᓯ | ᓱ |
| y                | ᔭ | ᔦ | ᔨ | ᔪ |

## Változatok
A szótagírás továbbra is használatban van a Manitoba–Ontario határ nyugati részén élő nyugati krí nyelvjárás rögzítésére. John Horden az 1850-es években módosításokat vezetett be a James-öböl térségében használt nyugati változaton. Ezeket 1865-ben egységesítették, így kialakult a keleti krí szótagírás, amelyet ma a krí, a naszkapi és az odzsibve nyelv keleti változatainak leírására használnak, bár a kelet-quebec-i krí nyelvjárások a latin ábécét használják. A két változat elsősorban abban különbözik egymástól, hogy hogyan jelölik a szótagok végén a mássalhangzókat, hogyan jelölik a félhangzó /w/-t, és hogyan tükrözik a krí nyelvjárások közötti fonológiai különbségeket. Kisebb helyi különbségek vannak a helyesírásban, a karakterek alakjában, az írás stílusában és az írásjelek használatában, egyes írók pontokat vagy szóközöket használnak a szavak között, mások nem jelölik a szavak elválasztását.

## Krí számok
A szótagírásról ismert, hogy bizonyos kombinációkban, a római számokhoz hasonlóan, egyedi, rögzített egész számértékekkel rendelkező számrendszert is használ:
- a függőleges vonal 1-et jelent,
- ᐅ o 3-at jelent (Iᐅ 4-et jelent),
- ᐊ a 6-nál nagyobb számokat jelent (ᐅᐊ 6-ot jelent, ᐊ 7-et jelent, ᐊII 9-et jelent),
- ᒥ mi a 10-et jelenti,
- a hurkos szótagjelek (ᓀᓂᓄᓇᑯᑲᑫᑭ) a 20-90-et jelölik.
- A nullát nyolcágú csillag jelöli.[11]

## Modern használat

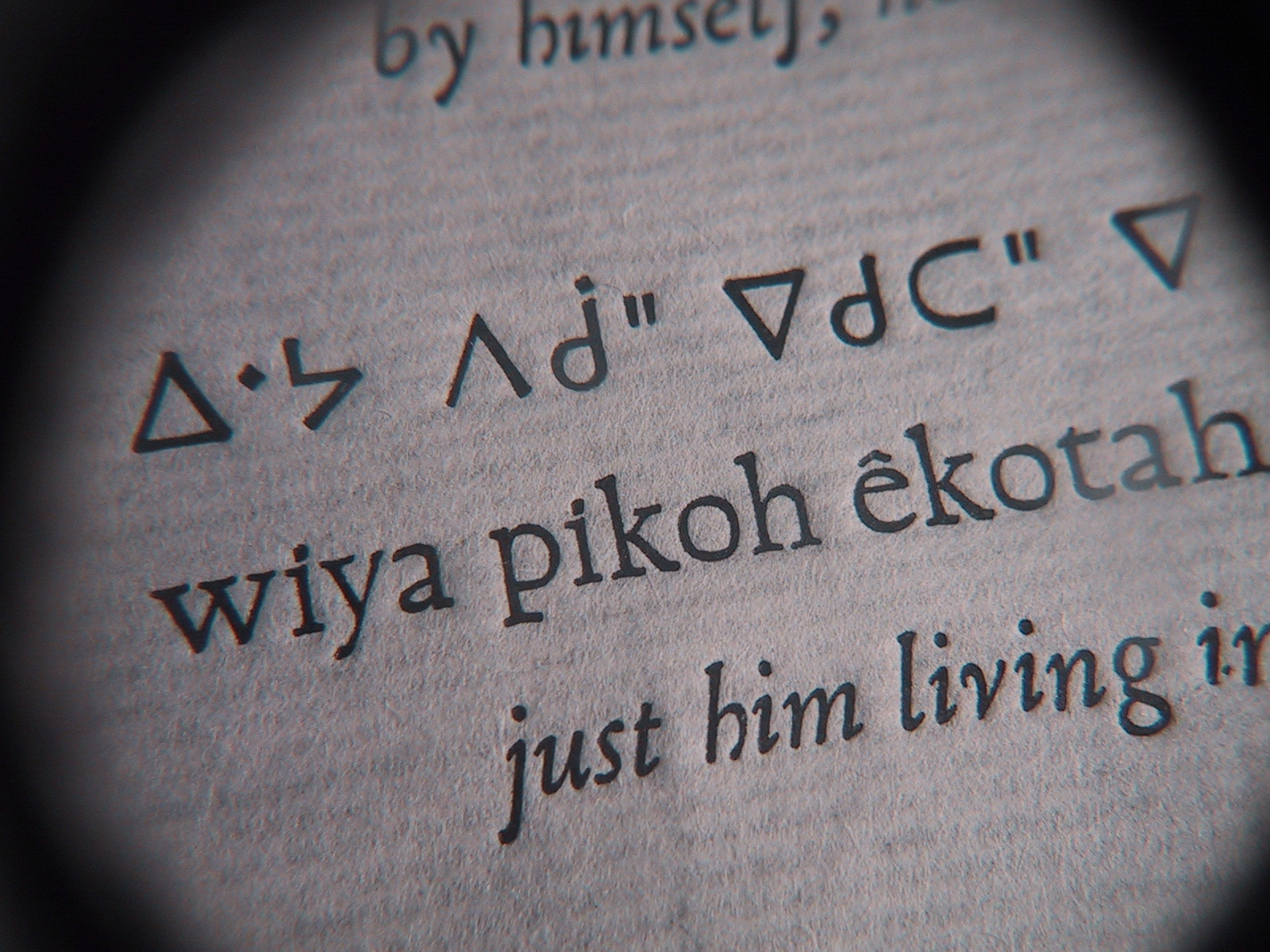
Frissen elkészült nyomtatás krí szótagírásos betűtípussal.

Bár a 19. század óta kéziratokban, levelekben és személyes feljegyzésekben is használják, a speciális betűtípusok hiánya miatt a szótagírás nyomtatott használata hosszú ideig a misszionáriusok kiadványaiban jelent meg. A szótagírásos írógépek, majd később a szövegszerkesztők megjelenésével azonban a betűkészlet ellenőrzése az anyanyelvűek kezébe került, és ma már tankönyvekben, folyóiratokban és hivatalos dokumentumokban is használják.

## Könyvek krí szótagírással írva
- Hundreds of Eastern James Bay Cree books were published by the Cree School Board of Quebec, Kanada.
- Swampy Cree Hymn Book = ᓇᑲᒧᐏᓇ ᐅᒪᐢᑮᑯᐘ ᐅᑎᑘᐏᓂᐘᐤ. (By James Evans) Norway House, 1841.
- The Psalter, or Psalms of David = ᑌᕕᑦ ᐅ ᓂᑲᒧᐎᓇᕽ.  John Horden, London, 1875.
- Az újszövetség krí nyelven = ᐅᔅᑭ ᑎᔅᑌᒥᓐᑦ ᑭ ᑎᐯᓕᒋᑫᒥᓇᐤ ᓀᔥᑕ ᑭ ᐱᒪᒋᐃᐌᒥᓇᐤ ᒋᓴᔅ ᒃᣅᔅᑦ. (John Horden) London, 1876).
- James Evans katekizmusa.
- A biblia (John Sinclair, Henry Steinhauer) London, 1861).
- Bunyan: Pilgrim´S Progress. (John Sinclair) Torontó, 1900.
- Cree Hymn Book. (John Mcdougall) Torontó, 1888.
- Cree Hymn Book. (Robert Steinauer, Egerton Steinauer) Torontó, 1920.
- The Epistle of Paul The Apostle To The Galatians. (Joseph Reader) Oonikup (Northwest Territory), S.A.
- The Acts of The Apostles And The Epistles. London, 1891.
- Az újszövetség könyvei. London, 1859.
- The Epistle of Paul the Apostle to the Ephesians; the Epistle of Jacob; the First Epistle General of John. (Thomas Hullburt) Rossville, 1857.
- The Travellers´ Spiritual Provision (Calendar) S.L., S. A.
- The Handbook to Scripture Truth: Words of Admonition, Counsel and Comfort. Toronto, 1893.
- Prières, cantiques, catéchisme, etc. en langue crise. Montréal, 1886.
- The Book of Common Prayer, (John Horden) London, 1889 (Addl. Printings Through 1970).

## Fordítás
Ez a szócikk részben vagy egészben  a   Cree syllabics című angol Wikipédia-szócikk ezen változatának fordításán alapul.  Az eredeti cikk szerkesztőit annak laptörténete sorolja fel. Ez a jelzés csupán a megfogalmazás eredetét és a szerzői jogokat jelzi, nem szolgál a cikkben szereplő információk forrásmegjelöléseként.